# Kinder haften für ihre Eltern
Kinder haften für ihre Eltern ist ein französischer Ensemblefilm von Pascal Thomas aus dem Jahr 2001.

## Handlung
Es ist Mittwoch und die Grundschulkinder in Nantes haben schulfrei. Nach mehreren Monaten sieht Victoria ihren Vater Martin wieder; ihre Eltern haben sich getrennt, weil Martin die Finger nicht vom Pokern und von Pferdewetten lassen konnte. Nun verbringen Vater und Tochter den Tag zusammen.
Auch andere Eltern und ihre Kinder spielen eine Rolle: Die Tochter von Lehrer Agenore Esposito verbringt den Mittwoch heimlich mit den Kindern Colette, Bruno und Henri, wobei sie auf Bootstour gehen und am Ende des Tages von der Polizei aufgegriffen und zu ihren Eltern zurückgebracht werden. Die kleine Marylin, die mit Victoria befreundet ist, verbringt den Tag mit ihrer Mutter Antonella Lorca. Beide treffen Victoria und Martin an diesem Tag zwei Mal, doch verhält sich die schöne Antonella Martin gegenüber sprunghaft. Es zeigt sich, dass sie drogensüchtig ist. In ihrer Wohnung hat sie Entzugserscheinungen und schickt Marilyn, ihr Drogen zu kaufen. Später setzt sie sich einen goldenen Schuss; Marilyn wird von der Polizei in Pflege gegeben. Vitalie Rambaud wiederum hat andere Sorgen als ihre fünf Kinder, die sich auch ohne sie beschäftigen, hat ihre Schwester Marie-Thérèse doch mal wieder Dinge im Supermarkt gestohlen und sitzt deswegen im Kommissariat in einer Zelle. Es gelingt Vitalie, den Supermarktinhaber zu überzeugen, von einer Anzeige abzusehen. In ihrer Abwesenheit haben Vitalies Kinder wiederum den kleinen Augustin elternlos gefunden und mit sich nach Hause genommen. Unterdessen suchen Augustins Eltern verzweifelt ihr Kind, das fortgerannt ist. Erst bei einer Kindermodenschau, an der auch Vitalies Kinder mit Augustin teilnehmen, entdecken die Polizisten Augustin und bringen die Familienmitglieder auf dem Kommissariat wieder zusammen. Dessen Leiter Denis Pelloutier hat am Morgen seine hochschwangere Frau Marie, Hauptmann der Marine-Infanterie, zu einer Dienstreise verabschiedet und erfährt am Abend, dass sie auf der Rückreise im Zug einen kleinen Jungen zur Welt gebracht hat.
Victoria und Martin beginnen ihren gemeinsamen Tag mit der Verabschiedung von Victorias Mutter Francesca am Bahnhof. Hier treffen beide auf Denis Pelloutier, der gerade seine Frau verabschiedet hat. Denis verliert seine Brieftasche mit seinen Kreditkarten; Martin nimmt sie an sich, um sie ihm im Laufe des Tages zu bringen. Er und Victoria wollen bei Martin frühstücken, doch wird Martin von seiner neuen Freundin aus der gemeinsamen Wohnung geworfen: Sie hat herausgefunden, dass er sie betrügt. Martin macht einen Abstecher auf Arbeit, wo er Schwierigkeiten hat, zu einem Kunden, der nicht zahlen kann, und schließlich zum Gericht, in dem Martin von seiner ersten Frau wegen jahrelang unterlassener Unterhaltszahlungen verklagt wird. Weil Victoria an seiner Seite ist, kann der Anwalt Martins eine Verlegung des Prozesstermins erwirken. Martin nimmt Victoria zum Pferdewetten mit, bei dem er erst Geld verliert, dann jedoch sehr viel Geld gewinnt, weil Victoria sein Geld auf ein anderes Pferd setzt, als sie sollte. Mit dem Geld kann Martin seine Schulden begleichen und sein versetztes Auto auslösen. Am Ende des Tages bringt Martin Denis seine Kreditkarten zurück. Mit Victoria spielt er Fußball, bevor beide nach längerer Suche schließlich bei Pokerfreunden Martins übernachten. Martin ist sich sicher, ein schlechter Vater zu sein, doch berichtet Victoria am nächsten Morgen ihrer Mutter von einer schönen gemeinsamen Zeit. Martin verspricht, sie nun zwei Mal in der Woche abzuholen, auch wenn Francesca ahnt, dass er das Versprechen nicht halten wird.

## Produktion
Kinder haften für ihre Eltern wurde in Nantes (u. a. École des Garennes, Palais de Justice) gedreht. Die Kostüme schufen Catherine Bouchard und Maud Molyneux, die Filmbauten stammen von Marie-Antoinette Briand, Frédéric Duru, Denis Mercier und Olivier Robut.
Der Film kam am 28. März 2001 in die französischen Kinos, wo er von rund 250.000 Zuschauern gesehen wurde. In Deutschland lief der Film am 16. Juli 2014 auf dem Sender arte.

## Synchronisation
| Rolle            | Darsteller          | Synchronsprecher   |
| ---------------- | ------------------- | ------------------ |
| Martin Socoa     | Vincent Lindon      | Michael Lott       |
| Francesca Socoa  | Alessandra Martines | Marion Elskis      |
| Vitalie Rambaud  | Isabelle Candelier  | Christin Marquitan |
| Antonella Lorca  | Isabelle Carré      | Anna Grisebach     |
| Denis Pelloutier | Olivier Gourmet     | Joshy Peters       |
| Victoria         | Victoria Lafaurie   | Emily Seubert      |